# Ecclitura primoris
Ecclitura primoris är en stekelart som beskrevs av Kokujev 1902. Ecclitura primoris ingår i släktet Ecclitura och familjen bracksteklar. Inga underarter finns listade i Catalogue of Life.